# Forudsigelse
En forudsigelse eller prognose er et udsagn en fremtidig hændelse eller data. De er ofte, men ikke altid, baseret på erfaring eller tidligere viden. Der er ingen universel enighed om den præcise forskel fra et estimat; forskellige forfattere og discipliner tilskriver det forskellige konnotationer.
Forudsigelse om fremtidige begivenheder er forbundet med usikkerhed, så garanteret korrekte forudsigelser er umulige. Forudsigelser kan være brugbare til at hjælpe med planlægning og udvikling.
Forudsigelser kan bruges inden for en række områder, herunder naturvidenskab, samfundsvidenskab, statistik, finans og sport.